# Suurisaari (ö i Finland, Södra Savolax, Nyslott, lat 62,52, long 28,72)
Suurisaari är en ö i Finland. Den ligger i sjön Suuri Humalajärvi och i kommunen Heinävesi i den ekonomiska regionen  Nyslotts ekonomiska region  och landskapet Södra Savolax, i den sydöstra delen av landet, 300 km nordost om huvudstaden Helsingfors. Öns area är 3,3 hektar och dess största längd är 370 meter i sydväst-nordöstlig riktning.